# Balduina angustifolia
Balduina angustifolia là một loài thực vật có hoa trong họ Cúc. Loài này được (Pursh) B.L.Rob. mô tả khoa học đầu tiên năm 1911.